# Stéphane Lupasco
Stéphane Lupasco fue un filósofo francés de origen rumano nacido en Bucarest el 11 de agosto de 1900 y fallecido el 7 de octubre de 1988 en París (donde vivió y trabajó).
Él es el autor de la Lógica dinámica de lo contradictorio, fundada notablemente en la noción del "tercero incluido". Esta lógica general, que engloba la lógica clásica como un caso particular, tiene como objeto el devenir tri-polar de la materia-energía: la materia-energía macrofísica, la materia-energía viviente y la materia-energía psíquica, las "tres materias" para retomar el título de su libro más celebre.
Bien que pensadores reconocidos se hayan inspirado de su obra, como Edgar Morin o Gilbert Durand, su influencia sobre el pensamiento del siglo XX aún es poco estudiada.

## Biografía
Su familia pertenecía a la aristocracia moldava. Su padre era abogado y político, mientras que su madre era pianista y alumna de César Franck y fue por su interés en la música que la familia residió en París desde 1916. Después de terminar la secundaria en el Lycée Buffon, Lupasco estudió filosofía, biología y física en la Sorbonne. Participó activamente de la vida artística e intelectual de París en las décadas de 1920 y 1930. En 1926, publicó un libro de poemas, Dehors (Al aire libre). Defendió su tesis de doctorado en Filosofía en 1935.
En 1945, Lupasco fue nombrado Investigador Asistente del Centro Nacional para la Investigación Científica de Francia, cargo que debió abandonar en 1955 porque sus jefes no supieron a qué área de conocimiento se debía asignar su trabajo. Durante los siguientes 10 años publicó obras que captaron la atención de un amplio público. 
Su libro Trois Matières (Tres Matérias), publicado en 1960 fue un superventas. Continuó publicando entre 1970 y 1980, siendo su última obra L’Homme et ses Trois Ethiques (El Hombre y sus Tres Éticas), que apareció en 1986, apenas dos años antes de su muerte. 
Lupasco fue uno de los miembros fundadores del Centro Internacional de Investigación y Estudios Transdisciplinarios (CIRET), fundado en París en 1987 por Basarab Nicolescu, Edgar Morin, René Berger, Michel Random y otras figuras de la intelectualidad. Como Nicolescu recordó después, Lupasco se vio profundamente afectado por la resistencia de la comunidad académica para aceptar un debate abierto sobre los principios y postulados que proponía, y con amargura consideró ese rechazo como otro ejemplo de actuación de sus principios. Un premio de la Academia Estadounidense de las Artes y las Ciencias, otorgado en 1984, fue una de los pocos honores recibidos en vida por Lupasco.

## La lógica de la energía
Lupasco considera que la Lógica dinámica de lo Contradictorio es la lógica de "la energía". La lógica no se reduce a la ciencia del razonamiento. Esta es, al igual que para Hegel, la lógica de todo lo que existe (como se dice, por ejemplo: la lógica de lo viviente). Lupasco hace una equivalencia entre las operaciones lógicas de la mente y los hechos experimentales, la causalidad le parece semejante a la deducción:
"Llamamos lógico todo lo que lleva los rasgos de la afirmación y de la negación, de la identidad y de la no-identidad o diversidad, que genera, por su coexistencia o conjunción o por su independencia o disyunción, una noción de contradicción o una noción de no-contradicción y la cual, sin otra ayuda que la suya misma, instaura unos encadenamientos deductivos. Un hecho por lo tanto, sea cual sea, experimental o mental, sensible o intelectual, es considerado como lógico en la medida que está marcado por aquellos rasgos, condicionado por aquellas nociones y engendrado por aquellas implicaciones, independientemente de saber si esta marca, ese condicionamiento y esta deducción es de la mente que conoce o de cualquier otra realidad - eso, es otro problema."
Todo lo que existe está convirtiéndose. Sola la afectividad es para él "alogica" porque es no relacional; de la afectividad sola se puede decir que ella es: "su rasgo intrínseco es el de ser; ella es, simplemente y enigmáticamente."
La mente es capaz de comprender lo que existe, a condición de utilizar todas las posibilidades de la lógica, de no limitarse a la lógica de identidad.
La lógica de identidad no es la única racionalización. Es la lógica utilizada espontáneamente por la mente para pensar la materia llamada "inerte" o "inanimada", o aún "física" en el sentido de la física a nuestra escala. Es la lógica de esta materia, de la cual la Termodinámica descubre en el siglo XIX que está dominada por la entropía, la degradación de la energía, la homogeneización. Esta materia, formada de átomos, de moléculas... es no obstante igualmente organizada. La tendencia hacia la organización, hacia la diferenciación, hacia la heterogeneización es la inversa de la entropía: la entropía negativa o neguentropía caracteriza la vida. Desde sus primeros libros, Lupasco evidencia el antagonismo presente en todo lo existente, en todo dinamismo, en todo "sistema" sea cual sea su naturaleza a condición de concebirlo de manera dinámica. Todo sistema posee la dualidad "contradictoria" de esas dos dinámicas de "Muerte" y de "Vida". Por ejemplo, si sola la atracción se realizara en un sistema, este se derrumbaría sobre sí mismo, si sola la repulsión existiera, entonces explotaría, etc. Al segundo Principio de la termodinámica, demuestra Lupasco, le responde el Principio de exclusión de Pauli, descubierto en 1925, y que es el principio de la diferenciación, de la heterogeneización de la materia.

## Libros
- Dehors…, Stock, Paris , 1926.
- Du devenir logique et de l'affectivité, Vol. I - "Le dualisme antagoniste et les exigences historiques de l'esprit" , Vol. II - "Essai d'une nouvelle théorie de la connaissance" , Vrin, Paris, 1935 ; 2e édition conforme à la 1° : 1973.(tesis de doctorado)
- La physique macroscopique et sa portée philosophique, Vrin, Paris, 1935 (thèse complémentaire).
- L'expérience microphysique et la pensée humaine, Fundatia Regala Pentru Literatura si Arta, (en français avec "Considérations préliminaires"), Bucarest, 1940 ; 2e édition : P.U.F., Paris, 1941; 3e édition : Le Rocher, Coll. "L'esprit et la matière" , Monaco, 1989, préface de Basarab Nicolescu.
- Logique et contradiction , P.U.F., Paris, 1947.
- Le principe d'antagonisme et la logique de l'énergie - Prolégomènes à une science de la contradiction, éd. Hermann, Coll. "Actualités scientifiques et industrielles" , 1133, Paris, 1951 ; 2e édition : Le Rocher, Coll. "L'esprit et la matière" , Monaco, 1987, préface de Basarab Nicolescu.
- Les trois matières, Julliard, Paris, 1960 ; Collection 10/18, 1970 ; 3e éd.: Cohérence, Strasbourg, 1982. En castellano: Las tres materias; Buenos Aires: Editorial Sudamericana, 1963.
- L'énergie et la matière vivante, Julliard, Paris, 1962 ; 2e édition : Julliard, Paris, 1974 ; 3e édition : Le Rocher, Coll. "L'esprit et la matière" , Monaco, 1986.
- Science et art abstrait, Julliard, Paris, 1963. En castellano: Nuevos aspectos del arte y de la ciencia; Ediciones Guadarrama, 1968.
- La tragédie de l'énergie, Casterman, Paris, 1970. En castellano: La tragedia de la energía: filosofía y ciencias del siglo XX; Desclée de Brouwer, 1971.
- Qu'est-ce qu'une structure ? Christian Bourgois, Paris, 1967.
- Du rêve, de la mathématique et de la mort, Christian Bourgois, Paris, 1971.
- L'énergie et la matière psychique, Julliard, Paris, 1974 ; 2e édition : Le Rocher, Coll. "L'esprit et la matière", Monaco, 1987. En castellano: Energía y materia psíquica; Madrid: Fundación Cánovas del Castillo, 1983.
- Psychisme et sociologie, Casterman, Paris, 1978.
- L'univers psychique, Denoël-Gonthier, Coll. "Médiations", Paris, 1979.
- L'homme et ses trois éthiques, en collaboration avec Solange de Mailly-Nesle et Basarab Nicolescu, Le Rocher, Coll. "L'esprit et la matière", Monaco, 1986.